# Призматоид
Призматоид ― многогранник, две грани которого (основания призматоида) лежат в параллельных плоскостях, а остальные являются треугольниками или трапециями, причём у треугольников одна сторона, а у трапеций оба основания являются сторонами оснований призматоида.
| Призмы | Призмы | Антипризмы | Антипризмы | Куполы | Усечённые пирамиды |
| ------ | ------ | ---------- | ---------- | ------ | ------------------ |
|        |        |            |            |        |                    |

## Примеры
- Антипризма
- Призма
- Усечённая пирамида

## Свойства
- Объём призматоида по формуле Симпсона равен
{\displaystyle {\frac {h}{6}}(S+S'+4S'')},
где {\displaystyle h} ― расстояние между основаниями призматоида, {\displaystyle S} и {\displaystyle S'} ― их площади, {\displaystyle S''} ― площадь сечения, одинаково удалённого от обоих оснований.